# Усербаев, Галымжан Шахизиндаханович
Галымжа́н Шахи́зиндаха́нович Усерба́ев (каз. Ғалымжан Шаһизиндаханұлы Өсербаев; род. 19 декабря 1988) — казахстанский борец вольного стиля.